# Michael Kuntze
Michael Kuntze (* 8. Juni 1958) ist ein ehemaliger deutscher Fußballspieler.

## Karriere
Kuntze spielte die Saison 1978/79 für Wacker 04 Berlin in der seinerzeit zweigleisigen 2. Bundesliga, in der Gruppe Nord. Für den Zweitligaaufsteiger bestritt er 31 von 38 Punktspielen, der die Spielklasse jedoch nicht halten konnte und als Letzter in die drittklassige Oberliga Berlin absteigen musste. Sein Debüt im Profi-Fußball gab er am 30. Juli 1978 (1. Spieltag) beim 2:1-Sieg im Heimspiel gegen den VfL Osnabrück.
Von 1979 bis 1982 bestritt er 63 Punktspiele für den Freiburger FC, für den er drei Tore erzielte. Sein erstes erzielte er am 8. November 1980 (15. Spieltag) beim 3:0-Sieg im Auswärtsspiel gegen Borussia Neunkirchen mit dem Treffer zum 1:0 in der 47. Minute. Seine letzte Saison spielte er allerdings in einer nicht in Nord und Süd unterteilten 2. Bundesliga; als 19. von 20 teilnehmenden Mannschaften, stieg seine Mannschaft in die drittklassige Oberliga Baden-Württemberg ab. Des Weiteren bestritt er in zwei Spielzeiten für den Freiburger FC sechs Spiele im DFB-Pokal-Wettbewerb, wobei er am 31. August 1980 beim 2:0-Erstrunden-Sieg über den VfB Bottrop debütierte und in der 2. Runde und im Wiederholungsspiel gegen den 1. FC Saarbrücken jeweils ein Tor erzielte. 1981/82 kam er in zwei Runden nochmals zum Einsatz, wobei er in 3. Runde beim 2:0-Sieg gegen Holstein Kiel erneut ein Tor erzielte und am 19. Januar 1982 im Achtelfinale mit 0:3 gegen den FC Bayern München aus dem Wettbewerb ausschied.
Zur Saison 1982/83 wurde er vom SC Fortuna Köln verpflichtet, für den er bis 1985 in 57 Punktspielen eingesetzt wurde und zwei Tore erzielte. Im Pokal-Wettbewerb kam er in allen drei Spielzeiten insgesamt neunmal zum Einsatz, wobei er im ersten Jahr der Zugehörigkeit nach sechs Spielen mit der Mannschaft das Finale erreichte. Im ersten Finale, das einem Stadtderby gleichkam, unterlag er am 11. Juni 1983 in Köln dem 1. FC Köln mit 0:1 durch das Tor von Pierre Littbarski in der 68. Minute.
Seine letzte Saison bestritt er dann für den 1. FC Saarbrücken, für den er jedoch nur vier Punktspiele bestritt und ein Pokalspiel. Dieses bestritt er am 21. November 1984 beim 4:1-Zweitrunden-Sieg über den 1. FC Nürnberg.
Als Drittplatzierter nahm seine Mannschaft an den beiden Relegationsspielen gegen den 16. der Bundesliga um den Aufstieg in diese bzw. um den Verbleib in dieser Spielklasse teil. Im Hinspiel in Saarbrücken wurde Arminia Bielefeld mit 2:0 besiegt, sodass ein 1:1-Unentschieden im Rückspiel, in dem er mitwirkte, reichte für den Aufstieg in die Bundesliga. Doch mit diesem Spiel beendete er seine aktive Fußballerkarriere.

## Erfolge
- DFB-Pokal-Finalist 1983